# 莱蓬德塞
莱蓬德塞（法語：Les Ponts-de-Cé，法語發音：[le pɔ̃ də se] ⓘ）是法国曼恩-卢瓦尔省的一个市镇，位于该省中部，昂热市区以南，属于昂热区。

## 地理
莱蓬德塞（47°25'28"N, 0°31'31"W）面积19.55 平方千米，位于法国卢瓦尔河地区大区曼恩-卢瓦尔省，该省份为法国西部内陆省份，大致对应安茹地区，北起顺时针与马耶讷省、萨尔特省、安德尔-卢瓦尔省、维埃纳省、德塞夫勒省、旺代省、大西洋卢瓦尔省和伊勒-维莱讷省接壤。
与莱蓬德塞接壤的市镇（或旧市镇、城区）包括：昂热、米尔-埃里涅、卢瓦尔河畔圣热姆、欧邦斯河畔圣默莱纳、特雷拉泽、卢瓦尔河畔莱加雷讷、卢瓦尔-欧蒂永。

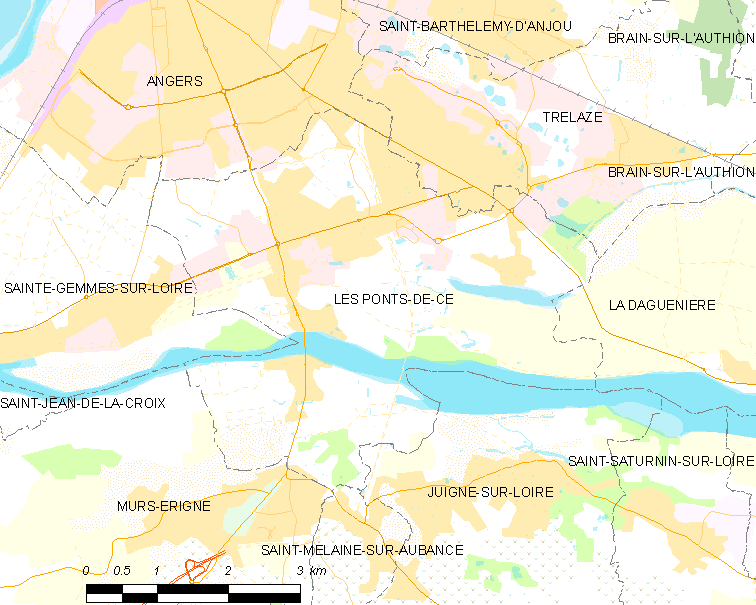
莱蓬德塞的OSM定位图

莱蓬德塞的时区为UTC+01:00、UTC+02:00（夏令时）。

## 行政
莱蓬德塞的邮政编码为49130，INSEE市镇编码为49246。

## 政治
莱蓬德塞所属的省级选区为莱蓬德塞县。

## 人口

1962-2008年间莱蓬德塞人口变化图示

莱蓬德塞于2022年1月1日时的人口数量为12863人。